# Ukraine aux Jeux paralympiques d'hiver de 2014
L’Ukraine a annoncé sa participation aux Jeux paralympiques d'hiver de 2014, à Sotchi, en Russie, du 7 au 16 mars 2014. Il s'agit de la cinquième participation de ce pays aux Jeux d'hiver, l'Ukraine ayant été présente à tous les Jeux depuis ceux de 1998 à Nagano.
Depuis 2004, l'Ukraine est devenue l'une des grandes nations des Jeux paralympiques, à la fois d'été et d'hiver, se classant systématiquement parmi les six premiers aux tableaux des médailles. Les Ukrainiens s'étaient ainsi classés troisièmes aux Jeux d'hiver de Turin en 2006 (derrière la Russie et l'Allemagne), puis cinquième aux Jeux de Vancouver en 2010,. Pour les Jeux de 2014, l'Ukraine a annoncé une délégation de vingt-trois athlètes, dont vingt-et-un en ski nordique, un en ski alpin, et un en snowboard, discipline figurant pour la première fois aux Jeux. Parmi les principales figures de la délégation se trouve Olena Iurkovska, cinq fois championne paralympique de ski nordique, qui prend part à ses quatrièmes Jeux. Oleksandra Kononova, triple médaillée d'or en ski nordique aux Jeux de Vancouver, est également présente à Sotchi pour défendre ses titres.

## Contexte
Les Jeux de Sotchi se déroulent dans un contexte de crise politique en Ukraine, ainsi que de grande tension diplomatique entre ce pays et le pays hôte, la Russie. Le 19 février, en plein pendant les Jeux olympiques précédant les Paralympiques, une insurrection avait été éclatée en Ukraine à l'encontre du président pro-russe Viktor Ianoukovitch ; « les affrontements entre forces de l'ordre et manifestants font plus de 80 morts ». Ianoukovitch, contraint à la fuite, est destitué par le Parlement le 22 février, mais ne reconnaît pas sa destitution ; la Russie, quant à elle, ne reconnaît pas non plus le nouveau gouvernement intérimaire ukrainien. Des athlètes olympiques ukrainiens quittent alors Sotchi, boycottant la fin des Jeux ; Marina Lisogor (ski de fond), Katerina Serdiouk (ski de fond) et Bogdana Matsotska (ski alpin) se retirent de leurs épreuves respectives. Fin février, la Russie renforce sa présence militaire en Crimée, région du sud de l'Ukraine où les Russes disposent d'une base navale depuis le XVIIIe siècle. Des Ukrainiens pro-russes prennent le pouvoir en Crimée et demandent l'aide de la Russie, amenant Le Monde à estimer le 1er mars (six jours avant le début des Paralympiques) que « l'Etat ukrainien semble avoir perdu sa souveraineté en Crimée, avec la complicité de la Russie ».
Le 4 mars, la porte-parole du Comité paralympique ukrainien donne deux jours à la Russie pour retirer ses troupes de Crimée, faute de quoi -dit-elle- les athlètes ukrainiens boycotteraient les Jeux : « Nous ne participerons pas aux Jeux organisés par un pays qui a attaqué notre pays ». Les Ukrainiens décident finalement de participer, mais leurs athlètes boycottent la parade des athlètes lors de la cérémonie d'ouverture ; leur porte-drapeau Mykailo Tkachenko y est le seul présent.

## Médaillés
| Sport                    | Discipline               | Athlète(s)                                                   | Catégorie          | Performance   | Date    |
| Médailles d'or : 5       |                          |                                                              |                    |               |         |
| Biathlon                 | 12,5 km femmes           | Oleksandra Kononova                                          | Debout             | 39 min 30 s 6 | 14 mars |
| Biathlon                 | 7,5 km hommes            | Vitaliy Lukyanenko                                           | Malvoyants         | 20 min 18 s 8 | 8 mars  |
| Biathlon                 | 12,5 km hommes           | Vitaliy Lukyanenko                                           | Malvoyants         | 31 min 4 s 0  | 11 mars |
| Biathlon                 | 15 km hommes             | Grygorii Vovchynskyi                                         | Debout             | 37 min 41 s 1 | 14 mars |
| Ski de fond              | 12 km femmes             | Lyudmyla Pavlenko                                            | Assis              | 38 min 54 s 3 | 9 mars  |
| Médailles d'argent : 9   |                          |                                                              |                    |               |         |
| Biathlon                 | 10 km femmes             | Oleksandra Kononova                                          | Debout             | 30 min 33 s 7 | 11 mars |
| Biathlon                 | 15 km hommes             | Anatolii Kovalevskyi                                         | Malvoyants         | 37 min 182 s  | 14 mars |
| Biathlon                 | 7,5 km hommes            | Maksym Yarovyi                                               | Assis              | 21 min 11 s 9 | 8 mars  |
| Ski de fond              | 15 km classique femmes   | Yuliia Batenkova-Bauman                                      | Debout             | 49 min 53 s 1 | 10 mars |
| Ski de fond              | 1 km sprint libre femmes | Yuliia Batenkova-Bauman                                      | Debout             | 4 min 31 s 4  | 12 mars |
| Ski de fond              | 5 km sprint libre femmes | Yuliia Batenkova-Bauman                                      | Debout             | 13 min 44 s 4 | 16 mars |
| Ski de fond              | 5 km femmes              | Lyudmyla Pavlenko                                            | Assis              | 16 min 27 s 0 | 16 mars |
| Ski de fond              | 10 km hommes             | Maksym Yarovyi                                               | Assis              | 31 min 6 s 5  | 16 mars |
| Ski de fond              | Relais ouvert (4x2,5 km) | Olena Iurkovska Vitaliy Lukyanenko Ihor Reptyukh Iurii Utkin | Toutes les classes | 25 min 17 s 9 | 15 mars |
| Médailles de bronze : 11 |                          |                                                              |                    |               |         |
| Biathlon                 | 6 km femmes              | Oksana Shyshkova                                             | Malvoyants         | 20 min 49 s 0 | 8 mars  |
| Biathlon                 | 10 km femmes             | Oksana Shyshkova                                             | Malvoyants         | 35 min 1 s 4  | 11 mars |
| Biathlon                 | 12,5 km femmes           | Oksana Shyshkova                                             | Malvoyants         | 37 min 48 s 8 | 14 mars |
| Biathlon                 | 6 km femmes              | Yuliia Batenkova-Bauman                                      | Debout             | 19 min 17 s 7 | 8 mars  |
| Biathlon                 | 6 km femmes              | Olena Iurkovska                                              | Assis              | 19 min 39 s 6 | 8 mars  |
| Biathlon                 | 12,5 km femmes           | Olena Iurkovska                                              | Assis              | 41 min 30 s 8 | 14 mars |
| Biathlon                 | 10 km femmes             | Lyudmyla Pavlenko                                            | Assis              | 34 min 22 s 6 | 11 mars |
| Biathlon                 | 15 km hommes             | Vitaliy Lukyanenko                                           | Malvoyants         | 37 min 21 s 6 | 14 mars |
| Ski de fond              | 1 km sprint libre femmes | Oksana Shyshkova                                             | Malvoyants         | 4 min 24 s 6  | 12 mars |
| Ski de fond              | 5 km libre femmes        | Oleksandra Kononova                                          | Debout             | 13 min 46 s 9 | 16 mars |
| Ski de fond              | 1 km sprint hommes       | Maksym Yarovyi                                               | Assis              | 2 min 31 s 6  | 12 mars |

## Par discipline

### Ski alpin
L'unique représentant ukrainien est Dmytro Kuzmin, qui participe à ses premiers Jeux d'hiver.

### Ski nordique (biathlon et ski de fond)
Dans sa discipline de prédilection, le ski nordique, l'Ukraine est représentée par 21 athlètes, dont 6 médaillés aux Jeux de Vancouver : Oleksandra Kononova (3 médailles d'or et 1 d'argent, catégorie debout), Olena Iurkovska (1 d'or, 2 d'argent, 1 de bronze, assise), Vitaliy Lukyanenko (1 d'or, 1 d'argent, 1 de bronze, handicapé visuel), Grygorii Vovchynskyi (2 d'argent, 2 de bronze, debout), Iuliia Batenkova (3 d'argent, 1 de bronze, debout), et Lyudmyla Pavlenko (1 de bronze, assise).

### Snowboard
Pour la première apparition du snowboard aux Jeux paralympiques, l'Ukraine est représentée par Ivan Osharov. Aux Jeux de Sotchi, le snowboard n'est ouvert qu'aux athlètes handicapés des membres inférieurs et concourant debout.